# 39 stopnic (film, 1935)
39 stopnic (angleško The 39 Steps) je britanski črno-beli filmski triler iz leta 1935, ki ga je režiral Alfred Hitchcock, v glavnih vlogah pa nastopata Robert Donat in Madeleine Carroll. Ohlapno temelji na pustolovskem romanu The Thirty-Nine Steps Johna Buchana iz leta 1915 in prikazuje kanadskega civilista Richarda Hannaya, ki se v Londonu zaplete v boj proti vohunski organizaciji 39 stopnic in kraji britanskih vojaških skrivnosti. Ko ga po nedolžnem obtožijo umora protiobveščevalne agentke, pobegne na Škotsko in se zaplete s privlačno Pamelo, ko poskuša razbiti vohunski obroč in oprati svoje ime.
Film je bil premierno prikazan 6. junija 1935 v Združenem kraljestvu in 2. avgusta istega leta v ZDA. Z leti je dobil status klasike. Režiser in igralec Orson Welles ga je označil za mojstrovino, scenarist Robert Towne pa za »začetek vsega sodobnega eskapizma«. Velja za najboljšega od štirih celovečernih filmov, posnetih po romanu The Thirty-Nine Steps. Leta  1999 ga je Britanski filmski inštitut uvrstil na četrto mesto lestvice stotih najboljših britanskih filmov 20. stoletja, leta 2021 pa The Daily Telegraph na drugo mesto lestvice najboljših britanskih filmov vseh časov.

## Vloge
- Robert Donat kot Richard Hannay
- Madeleine Carroll kot Pamela
- Lucie Mannheim kot Annabella Smith
- Godfrey Tearle kot profesor Jordan
- Peggy Ashcroft kot Margare
- John Laurie kot John
- Helen Haye kot ga. Louisa Jordan
- Frank Cellier kot šerif Watson
- Wylie Watson kot g. Memory
- Gus McNaughton kot trgovski potnik
- Jerry Verno kot trgovski potnik
- Peggy Simpson kot dekla
- Matthew Boulton kot lažni policist
- Frederick Piper kot mlekar (nenaveden)
- Ivor Barnard kot govornik na političnem zborovanju (nenaveden)
- Elizabeth Inglis kot Pat (nenavedena)